# Arbanieh
Arbanieh est un village libanais chrétien du caza de Baabda situé à trois quarts d'heure en voiture de la capitale Beyrouth.

## Info géographiques
- Altitude : entre 650 et 750 m
- Distance de Beyrouth : 33 km
- Population : environ 1000 personnes